# 1994 CP
1994 CP är en asteroid i huvudbältet som upptäcktes den 4 februari 1994 av de båda japanska astronomerna Seiji Ueda och Hiroshi Kaneda i Kushiro.